# Lovečský despotát
Lovečský despotát (bulharsky Деспотство Ловеч, Despotstvo Loveč) byl středověký státní útvar v upadající Druhé Bulharské říši ve 14. a 15. století. Sídelním městem státu bylo město Loveč, v němž sídlil despota Ivan Alexandr z rodu Šišmanovců. Byl také jediným vládcem tohoto státního útvaru zhruba o velikosti dnešní Lovečské oblasti, tj. nejbližší okolí města. V roce 1324 nebo 1325 se mu tu narodil syn Ivan Sracimir, pozdější bulharský car. Také Ivan Alexandr byl zvolen bulharským carem v roce 1331. Během osmanské expanze patřila lovečská pevnost k posledním ohniskům odporu, až do roku 1446 ji úspěšně bránil bojar Stanko Kosan.
V období vlády Ivana Alexandra byl poblíž města postaven klášter Narození Panny Marie, zvaný také nazývaný Jastreb, který fungoval jako literární centrum.